# Jacamar tridàctil
El jacamar tridàctil (Jacamaralcyon tridactyla) és una espècie d'ocell de la família dels galbúlids (Galbulidae) i única espècie del gènere Jacamaralcyon. Habita els boscos poc densos del sud-est del Brasil.